# Toy's Lover～少女們的花蕾
《Toy's Lover～少女們的花蕾》，是由黑水銀工作室使用RPG製作大師所製作的模擬經營遊戲。曾在2019 GAME STAR 遊戲之星中獲得「臺灣獨立遊戲金獎」及「臺灣研發遊戲金獎」。
遊戲在2018年1月26日，2018 台北國際電玩展期間發布遊戲內容介紹及1.0試玩版本，正式版則在2018年2月10日發布，並擁有限制級和輔導級兩種版本。

## 遊戲內容

### 世界觀
青少年缺乏「性趣」而造成少子化，為此政府開始推廣了情趣用品使用與流通。

### 遊戲機制
玩家必須操控女主角陽夏，透過販售情趣用品來增加聲望值、蒐集設計圖紙、擴增店鋪來提高店面每日的營業額，並以成為最優秀店長為目標。另外，遊戲還有一個目的是要「攻略角色」，也就是在遊戲中追求愛慕的角色並提升好感值。攻略途中，會觸發各式各樣的事件，並認識各種不同的角色。透過觸發事件，女主角可以獲得遊戲的關鍵道具「設計圖紙」來解鎖更高階的商品來增加商店的營業額或者是將解鎖後研發的產品贈送給攻略角色來提升好感值。
在遊戲內擁有六十天的時間可以經營商店，每天可以選擇「開店」或者「不開店」，藉此切換遊戲的開店與地圖探索功能，透過經營店鋪、探索地圖上的事件或者攻略其她三名女主角的要求來提升好感值。其中，開店可以增加營業額、擴增店鋪、購買素材。素材可以製作情趣用品，情趣用品除販售外，也可以用來攻略角色。「探索地圖」的目的是為了要補充需要的素材、透過對話或送禮來攻略角色、觸發地圖任務來獲得設計圖紙。每次除了女主角的住宅區外，一天只能夠探索一次地圖。至於是否要「開店」或「不開店」，玩家必須謹慎考慮。
六十天後，遊戲的結局會因為角色的好感值高低而受影響。

### 劇情
活潑開朗的女高中生陽夏，在某一天父親病倒後，便開始扛起經營情趣用品店的責任。與此同時，同為偶像的朋友紀言韻和鍾初蕾都有各有各的煩惱，許久不見的兒時玩伴絲蘭也剛歸國。究竟陽夏能不能重興自家的情趣用品店？還是與友人的感情更進一步？

## 製作
黑水銀工作室起初會開發這款遊戲的原因在於對RPG製作大師這個軟體有興趣，而且當時也很想開發商店模擬經營遊戲，因此想出了以販賣情趣用品為主的商店模擬遊戲，並讓玩家操控女主角，在商店中與形形色色的人們交流。遊戲主題為「純愛百合情趣用品經營」，並以少子化的社會議題作為劇情出發點。

## 出版書籍
| 標題              | 飛燕文創事業有限公司 | 飛燕文創事業有限公司 | 飛燕文創事業有限公司 | 飛燕文創事業有限公司 |
| 標題              | 發售日期             | ISBN                 | 作者                 | 插畫                 |
| ----------------- | -------------------- | -------------------- | -------------------- | -------------------- |
| Toy's Lover（全） | 2019年1月31日        | ISBN 9789865017408   | 安存愛               | @ichigo              |

## 外部連結
- 黑水銀工作室 官方網站（Facebook粉絲專頁）（页面存档备份，存于）